# 井上勝也 (心理学者)
井上 勝也（いのうえ　かつや、1941年12月8日 - 2020年9月22日 ）は、心理学者、筑波大学名誉教授。
埼玉県川越市出身。早稲田大学大学院心理学修士課程修了。東京都老人総合研究所心理研究室長、筑波大学教授、2005年定年退官、名誉教授、駿河台大学教授。2012年退職。1993年日本老年行動科学会を設立し、2005年まで会長を務めた。
主な研究として、「ポックリ信仰の心理的背景」や「認知症高齢者の徘徊の平均距離」、「阪神・淡路大震災における高齢者の避難行動・適応行動」などがあげられる。

## 著書
- 『堂々たる寝たきり 虎五郎と多々羅教授の老年心理学』大日本図書 1997
- 『歳をとることが本当にわかる50の話 老後の心理学』中央法規出版 2007

### 共編著
- 『老年心理学』長嶋紀一共編 朝倉書店 現代の心理科学 1980
- 『老年期の臨床心理学 その実際と問題行動へのアプローチ』編著 川島書店 1983
- 『老年心理学 新版』木村周共編 朝倉書店 1993
- 『老いと暮らしの実用百科』松村幸司,植松紀子,吉沢勲共編 時事通信社 1997
- 『最新介護福祉全書 8巻　老人の心理と援助』責任編集 メヂカルフレンド社 1997
- 『高齢者の「こころ」事典』日本老年行動科学会監修 大川一郎共編 中央法規出版 2000
- 『老人学』日本老年行動科学会監修 毒蝮三太夫共著 海拓舎 2000
- 『現代カウンセリング事典』國分康孝監修 瀧本孝雄編集責任 共編 金子書房 2001

### 翻訳
- L.F.ジャーヴィック編『21世紀の老後 ミドルエイジからの創造』監訳 保健同人社 1981
- ロバート・カステンバウム『死ぬ瞬間の心理』監訳 西村書店 2002